# Cantharellus lilacinus
Cantharellus lilacinus é uma espécie de fungo pertencente à família Cantharellaceae.